# Čelechovice (Stochov)
Čelechovice (Duits: Czellechowitz of Czellechowitz in Böhmen) is een Tsjechische plaats in de gemeente Stochov in de regio Midden-Bohemen en maakt deel uit van het district Kladno.
Čelechovice telt 365 inwoners (2021).

## Geografie
Het dorp ligt op de rechteroever van de Loděnice, op een hoogte van ongeveer 400 meter. Langs de west-, oost- en noordkant van het dorp loopt de grens van Natuurpark Džbán.

## Geschiedenis
De eerste schriftelijke vermelding van Čelechovice dateert van 1358, toen landsheer Ješek Ročovec het dorp in bezit had. In 1454 was er sprake van een fort, maar dat is door de eeuwen heen verdwenen. Vanaf het einde van de 16e eeuw behoorde een deel van het dorp toe aan Mšec en een ander deel aan Smečno. De eigenaren in die tijd waren onder meer de familie Štuk van Pytkovice, Martinic en Clam-Martinic, Štampach van Štampach en Fürstenberg.
Tussen 1917 en 1921 werd een begraafplaats uit de 11e eeuw blootgelegd in de directe omgeving van huis 60. Tussen 2009 en 2010 werden tijdens archeologisch onderzoek bij huis 35 en 44 oude vondsten gedaan. Het onderzoek aldaar heeft de overblijfselen van een nederzetting uit het tweede tot derde deel van de 12e eeuw aan het licht gebracht.
Sinds 1986 maakt Čelechovice deel uit van Stochov.

### Faciliteiten

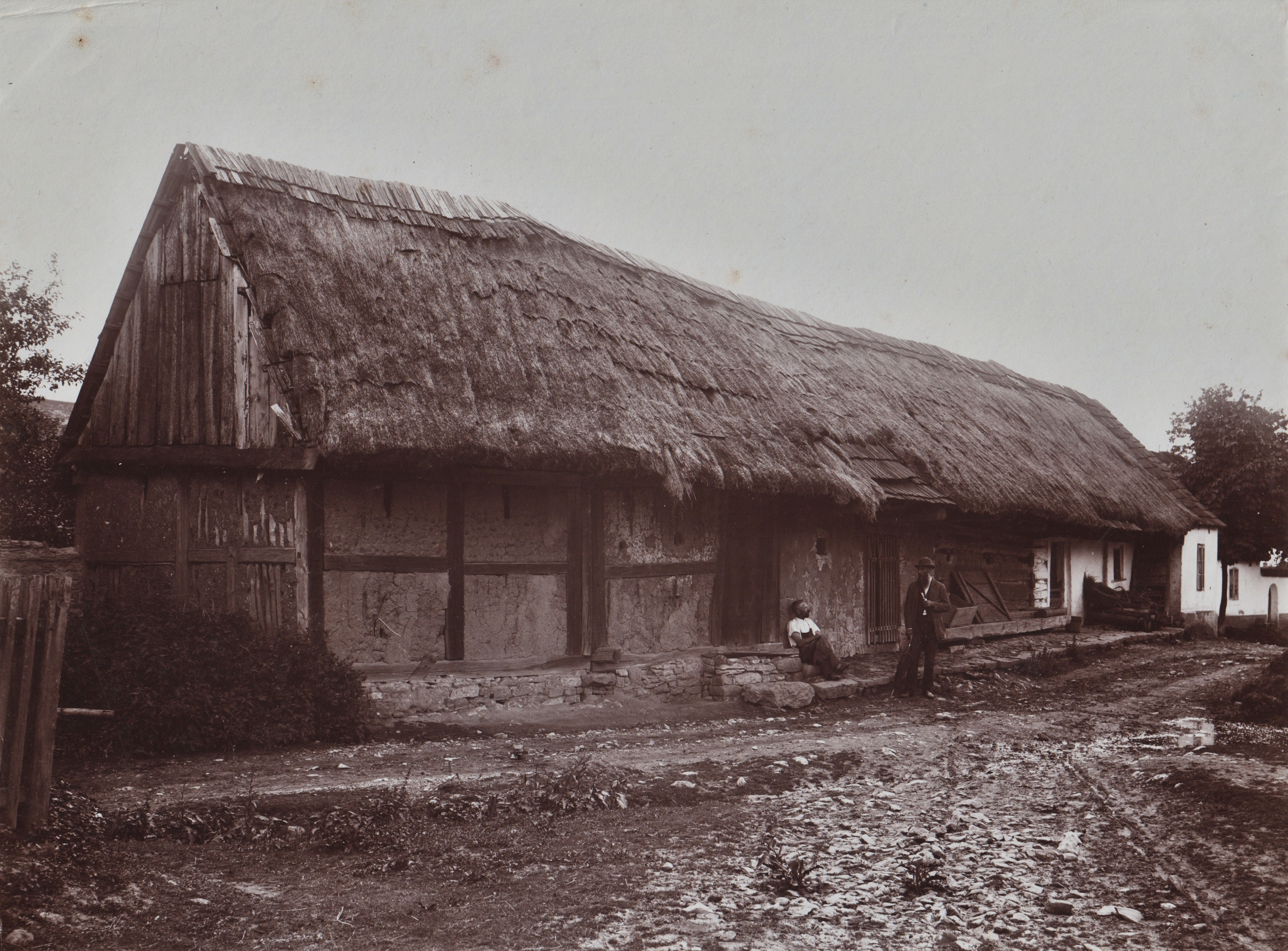
Boerderij in Čelechovice (1904 - foto:
František Duras)

In Čelechovice kwamen in 1932 (toentertijd 405 inwoners) de volgende beroepen en faciliteiten voor: een steenbakkerij, coöperatie voor elektriciteitsdistributie, twee herbergen, een smid, een molen, twee slagers, twee kruideniers, een bouwbedrijf en een slotenmaker.
Tijdens de Tweede Wereldoorlog had het dorp qua inwoneraantal de grootste piek, omdat er veel vluchtelingen uit Sudetenland werden opgevangen.

## Bezienswaardigheden

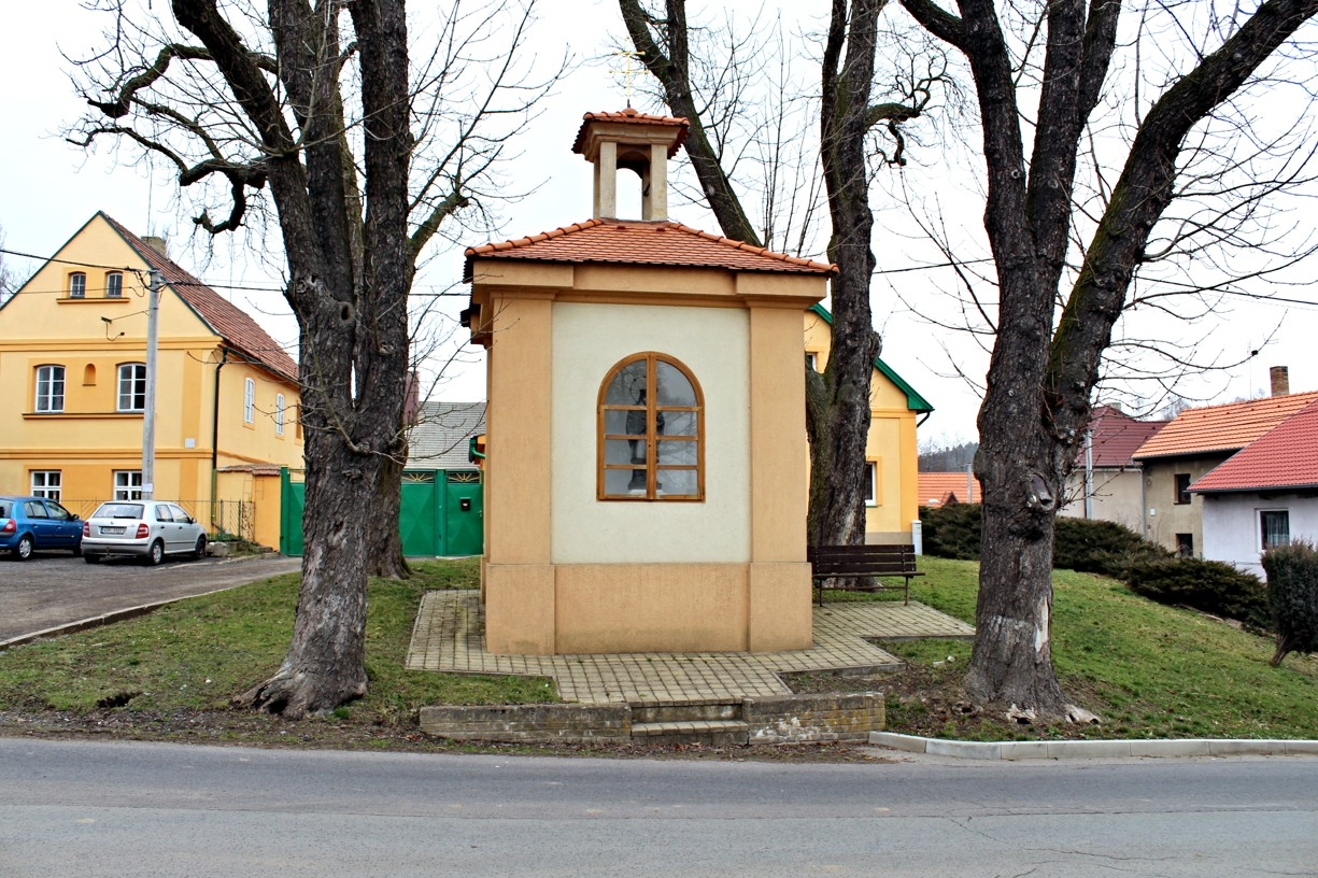
Dorpskapel

- Kapel op het dorpsplein met een klok en standbeeld van Sint Johannes van Nepomuk uit de eerste helft van de 19e eeuw;
- Kruisbeeld op nr. 36.